# Salzburg AG
Die Salzburg AG für Energie, Verkehr und Telekommunikation ist ein Energie- und Infrastruktur-Dienstleister mit Sitz in der Landeshauptstadt Salzburg in Österreich und versorgt im gesamten Bundesland Salzburg und angrenzendem Oberösterreich derzeit etwa 433.000 Strom-Kundenanlagen.

## Geschichte

Aktie über 100 RM der Salzburger AG für Elektrizitätswirtschaft vom Juni 1940

Die Salzburg AG entstand aus zwei Unternehmen, Infrastruktur-Versorgern der Stadt und des Landes Salzburg.
Das Energieversorgungsunternehmen der Stadt Salzburg wurde im Jahr 1887 als Städtische Elektrizitätswerke gegründet. Diese wurden 1950 mit den 1940 gegründeten Städtischen Verkehrsbetrieben Salzburg zur neuen Gesellschaft Salzburger Stadtwerke vereinigt. Diese betrieben damals die Geschäftsfelder Verkehr, Elektrizität sowie Gas- und Wasserversorgung und erbauten im selben Jahr die erste Fernwärme-Anlage des Landes für die Landeskrankenanstalten Salzburg. 1997 stiegen die Salzburger Stadtwerke als Anbieter in das Internet- und 1998 ins Telekommunikationsgeschäft ein.
Die Salzburger AG für Energiewirtschaft (SAFE) wurde 1920 als Landes-Elektrizitätsversorgungsunternehmen gegründet, betrieb bis 1980 vor allem die Stromversorgung des Bundeslandes. 1980 kamen die Geschäftsfelder Erdgas und Kabel-TV hinzu; 1989 errichtete das Unternehmen ein Fernwärme-Netz in der Stadt Hallein. 1996 bot die SAFE erstmals Telekommunikationsdienstleistungen an und stieg 1997 ebenfalls als Provider in das Internetgeschäft ein.
Im Jahr 1999 begannen erste Fusionsgespräche der Stadtwerke mit dem Konkurrenten SAFE. Am 15. September 2000 entstand schließlich durch die Fusion der beiden Dienstleister mit der Salzburg AG ein neues Unternehmen der Energiewirtschaft, das seither im Bundesland Salzburg führend ist.
In den folgenden 15 Jahren hat das Unternehmen mehr als 2 Milliarden Euro investiert und ist damit einer der Motoren der regionalen Wirtschaft. Für das Jahr 2016 sind Investitionen in Höhe von 150 Mio. Euro geplant.

## Eigentumsverhältnisse
Die Eigentumsverhältnisse sind zwischen dem Land Salzburg (42,56 %), der Stadt Salzburg (31,31 %) und der Energie AG Oberösterreich Service- und Beteiligungsverwaltungs-GmbH (26,13 %) aufgeteilt.

## Beteiligungen

### Tochterunternehmen mit 100% Beteiligung
- Erdgas Import Salzburg GmbH, Salzburg
- Future Energy Photovoltaics Italy Srl., Bozen
- MyElectric Energievertriebs und –dienstleistungs GmbH, Wien
- one2zero GmbH, Salzburg
- Salzburg AG Kundenservice GmbH, Salzburg
- Salzburg AG Tourismus GmbH, St. Wolfgang
- Salzburg Linien Verkehrsbetriebe GmbH, Salzburg
- Salzburg Netz GmbH, Salzburg
- Salzburg Ökoenergie GmbH, Salzburg[2]

## Tätigkeitsbereiche

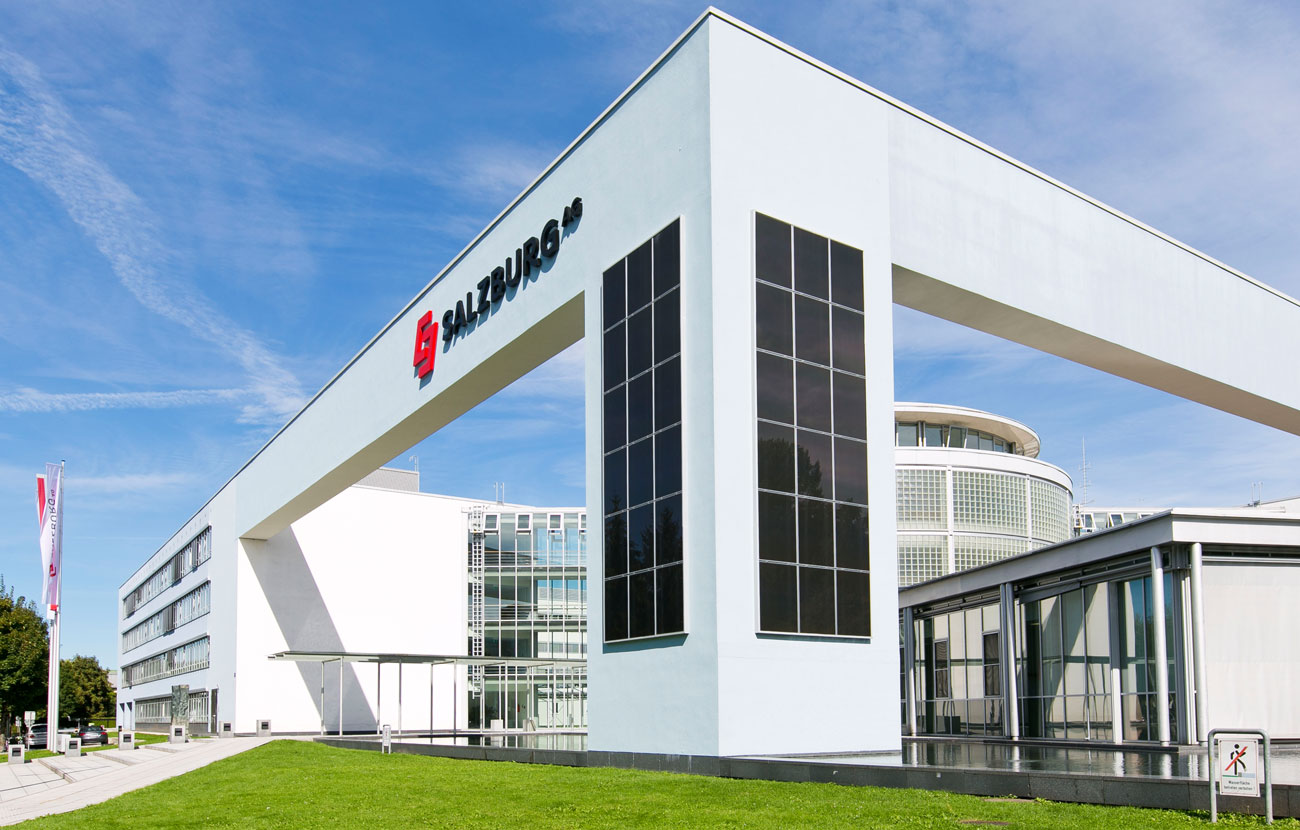
Direktion der Salzburg AG in Salzburg-Schallmoos

### Energie und Wasser
Das Unternehmen versorgt heute das gesamte Bundesland Salzburg mit jährlich etwa 13.700 GWh Strom, 11.110 GWh Erdgas, 930 GWh Fernwärme und die Stadt Salzburg noch als Wasserversorger mit 11,6 Millionen m3 Trink- und Nutzwasser (Stand: Dezember 2016).
Die Salzburg AG betreibt in Salzburg die fossil befeuerten Fernheizkraftwerke AG FHW Mitte Salzburg, FHW Nord Salzburg, HW Elsbethen in der Rainerkaserne (HW Salzburg Süd 2007 stillgelegt) und das des Landeskrankenhauses Salzburg.
Dabei werden mehr als 200.000 t CO2 je Jahr emittiert. Im Dezember 2011 wurde der drittgrößte Fernwärmespeicher Europas beim Heizkraftwerk Nord in Betrieb genommen. Er ist 45 m hoch und hat einen Nutzinhalt von 30.000 m3 Heißwasser.
Daneben betreibt sie auch die Heizwerke Hallein, Wals-Siezenheim (seit 2007 in das Fernwärmenetz Salzburg Stadt integriert) und etliche kleinere Heizwerke im Inselbetrieb (Bruck, Bramberg, Radstadt, Saalfelden, Abtenau, Altenmarkt, Wald, Fusch), teils Biomassekraftwerke.

### Wasserkraftwerke

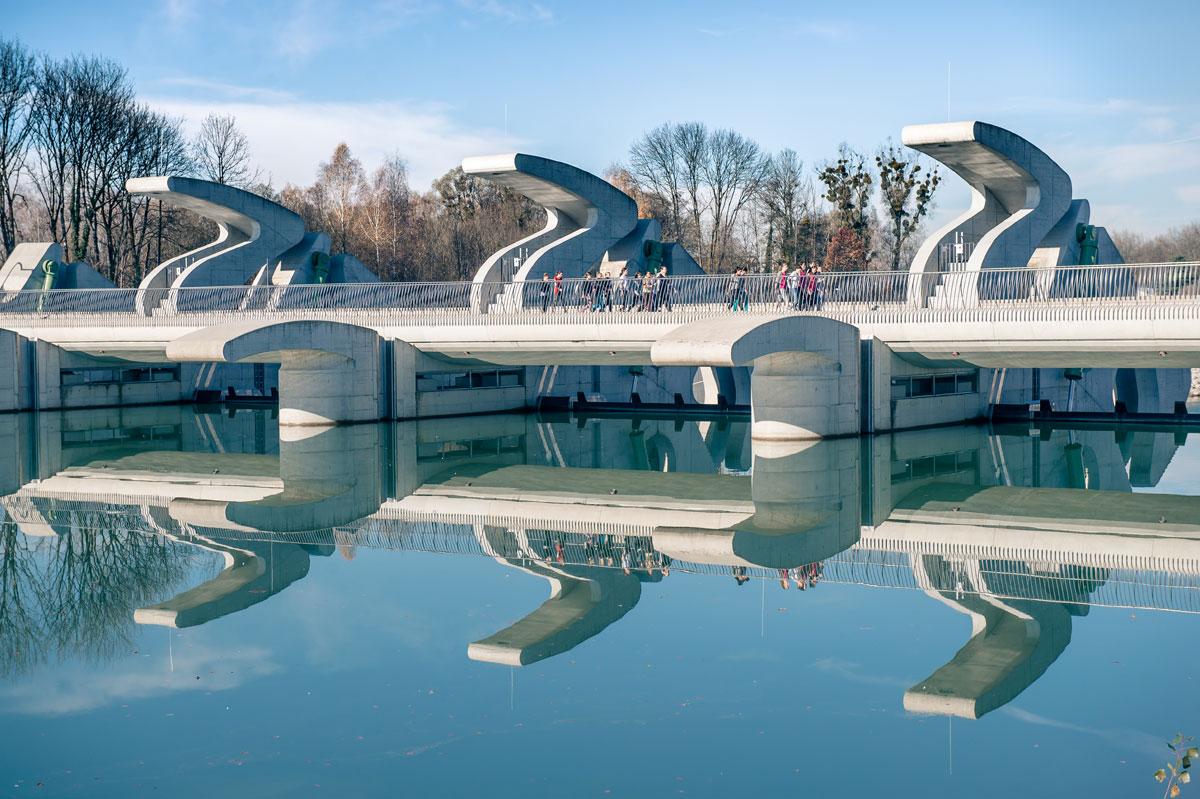
Kraftwerk Sohlstufe Lehen

Die Salzburg AG betreibt im gesamten Bundesland Salzburg 28 Wasserkraftanlagen (Stand: 2017). Angegeben sind in der Aufzählung der Kraftwerksname, ggf. die Lage (Gemeindegebiet), genutzte Gewässer, Engpassleistung und Jahreszahlen der Inbetriebnahme bzw. Erweiterung.

#### Liste von Wasserkraftwerken im Bundesland Salzburg
Kraftwerksgruppe Flachgau/Tennengau:
- Kraftwerk Eichetmühle, Almkanal (154 kW, erbaut 1899)
- Kraftwerk Hammer, Alm-Mühlbachkanal (125 kVA, erbaut 1919) Geöffnetes Wehr beim Kraftwerk Hammer

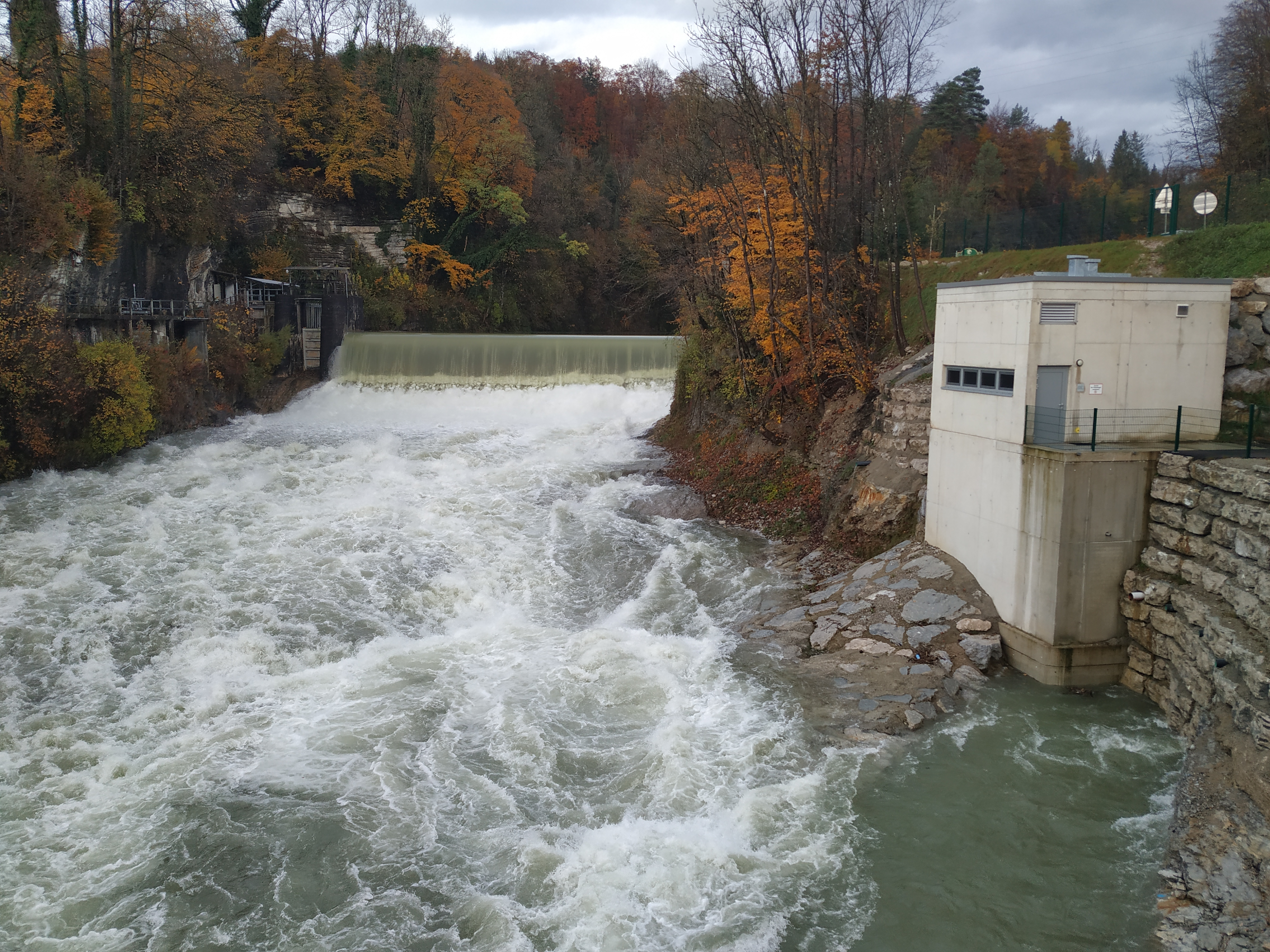
Geöffnetes Wehr beim Kraftwerk Hammer

- Kraftwerk Gamp, Salzach bei Hallein (8,58 MW, Inbetriebnahme 2007)
- Kraftwerk Wiestal, Wiestal-Stausee, Mörtelbach, Schwarzaubach (28 MW, 1913–1939, 1977)
- Kraftwerk Strubklamm, Hintersee, Strubklamm-Stausee (15 MW, errichtet 1924/1983)
- Kraftwerk Rott, Saalach an der Grenze zu Bayern (5 MW, neu errichtet 2004)
- Kraftwerk Urstein, Gde. Puch bei Hallein, Salzach, Königsseeache (22,7 MW, Inbetriebnahme 1971)
- Kraftwerk Sohlstufe Hallein, Salzach, Almbach (11,7 MW, Inbetriebnahme 1987)
- Kraftwerk Sohlstufe Lehen, Stadt Salzburg (13,7 MW, Inbetriebnahme 2013)

Kraftwerksgruppe Oberpinzgau:
- Kraftwerk Wald (Wald im Pinzgau), Krimmler Ache (23,5 MW, Inbetriebnahme 1987)
- Kraftwerk Trattenbach (Wald im Pinzgau), Trattenbach und Tortalbach (4,97 MW, Inbetriebnahme 2005)
- Kraftwerk Hollersbach, Hollersbach und Bürgerbach (1,32 MW, Inbetriebnahme 1949)

Kraftwerksgruppe Mitterpinzgau:
- Kraftwerk Dießbach, Dießbach, Weißbach, Kallbrunnbach, Dießbach-Stausee (24 MW, Inbetriebnahme 1964/68)
- Bärenwerk (Gemeinde Fusch) Fuscher Ache u. andere (9,84 MW, Inbetriebnahme 1924, Erweiterung 1956)
- Kraftwerk Bachwinkl (Saalfelden), Öfenbach und Lärchbach (120 kW, errichtet 1905)

Gemeinschaftskraftwerke Mittlere Salzach: Bei diesen Gemeinschafts-Kraftwerken übernahm die Verbund AG Planung und Bau, die Salzburg AG hat die Betriebsführung inne.
- Kraftwerk St. Johann (St. Johann im Pongau), Salzach bei Fluss-km 128,5 (16,5 MW, Inbetriebnahme 1990/91)
- Kraftwerk Urreiting (St. Johann im Pongau), Salzach bei Fluss-km 123,9 (16,5 MW, Inbetriebnahme 1985)
- Kraftwerk Bischofshofen, Salzach bei Fluss-km 119,5 (16 MW, Inbetriebnahme 1984/85)
- Kraftwerk Kreuzbergmaut (Pfarrwerfen), Salzach bei Fluss-km 114,4 (17,7 MW, Inbetriebnahme 1995)
- Kraftwerk Werfen-Pfarrwerfen (Pfarrwerfen), Salzach bei Fluss-km 110,295 (16 MW, Inbetriebnahme 2009)

Kraftwerksgruppe Lungau:
- Kraftwerk Murfall (Gemeinde Muhr), Gewässer: Mur (780 kW, Inbetr. 1922/49)
- Kraftwerk Rotgülden, Obere Mur (4,7 MW, Inbetriebnahme 1956/68)
- Kraftwerk Zederhaus, Gewässer: Speicher Schliereralm, zehn Gebirgsbäche in zwei Beileitungen (10 MW, Inbetriebnahme 1984)
- Kraftwerk Hintermuhr (Gemeinde Muhr) Gewässer: Rotgüldensee, Öllschützen, Mur, Muritzen und Altenbergbach (Kavernenkraftwerk und Pumpspeicher, 108 MW, Inbetriebnahme 1991, Erweiterung ab 2008)[18]

Kraftwerke im Gasteinertal:
- Kraftwerk Nassfeld, Ortsteil Sportgastein in Bad Gastein, Naßfelder Ache (Pumpspeicher, 31,5 MW, Inbetriebnahme 1982)[19]
- Kraftwerk Böckstein, Ortsteil Böckstein in Bad Gastein, Naßfelder Ache (Tagesspeicher, 44,5 MW, Inbetriebnahme 1981)[20]
- Kraftwerk Remsach, Ortsteil Remsach in Bad Gastein, Anlaufbach und Angerbach (Tagesspeicher, 30,9 MW, Inbetriebnahme 1995)[21]

### IT-Dienstleistungen
Zusätzlich ist die Salzburg AG auch in den Tätigkeitsbereichen Telekommunikation, Kabel-TV und Internet als Netzbetreiber und Provider verankert. Marke ist CableLink.

### Verkehr

#### Öffentlicher Personennahverkehr

Bis 2012 gültiges Logo der Schienenverkehrssparte

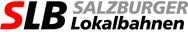
Von 2012 bis 2016 gültiges Logo der gesamten Verkehrssparte

Im Frühjahr 2016 eingeführtes Logo der Salzburger Lokalbahn

Im Frühjahr 2016 eingeführtes Logo der Pinzgauer Lokalbahn

Im Frühjahr 2016 eingeführtes Logo des Oberleitungsbusses

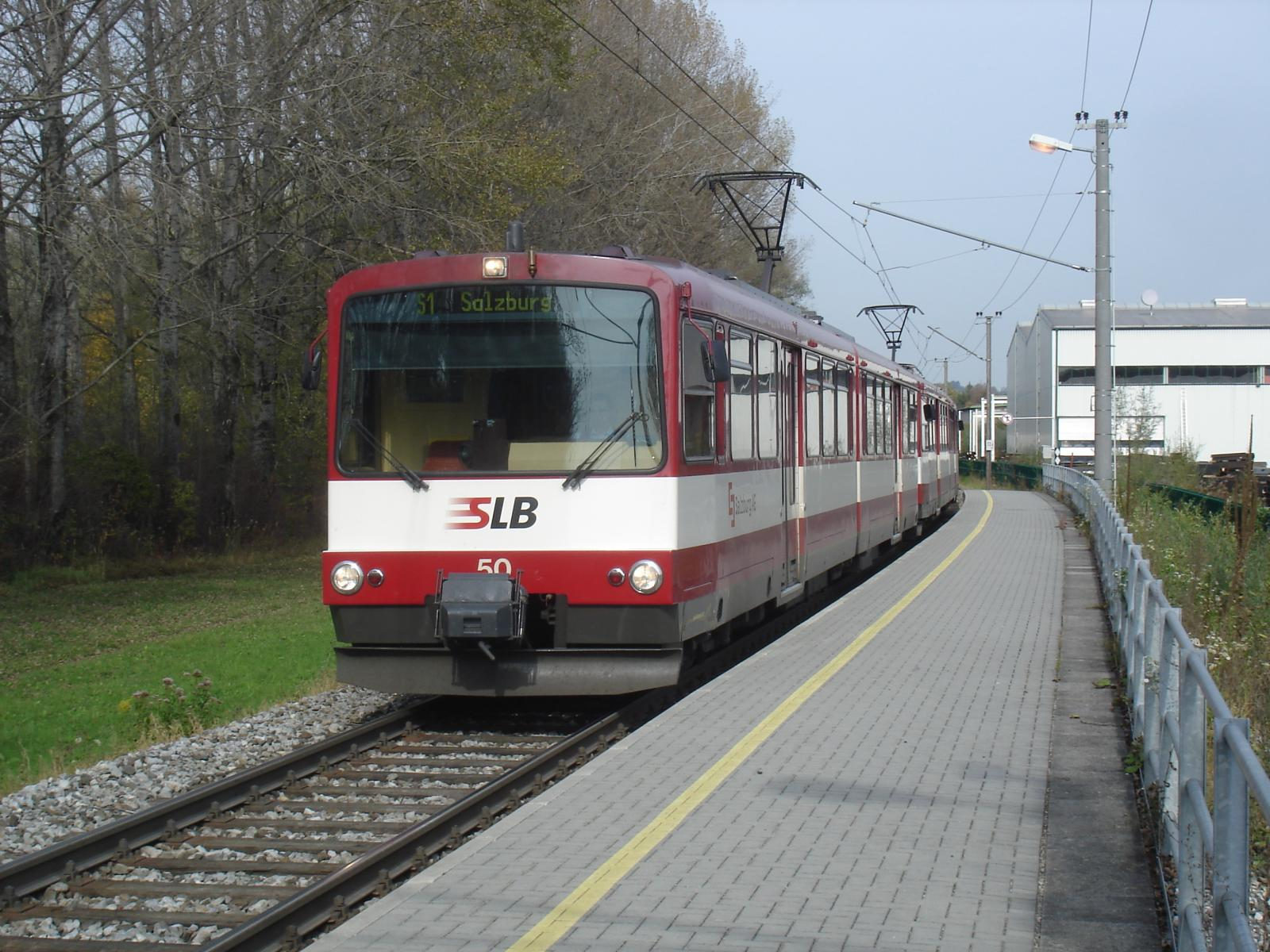
Ein Triebwagen der Salzburg AG in der Haltestelle Pabing am Haunsberg

Bis 2012 verwendetes Logo des Oberleitungsbusses

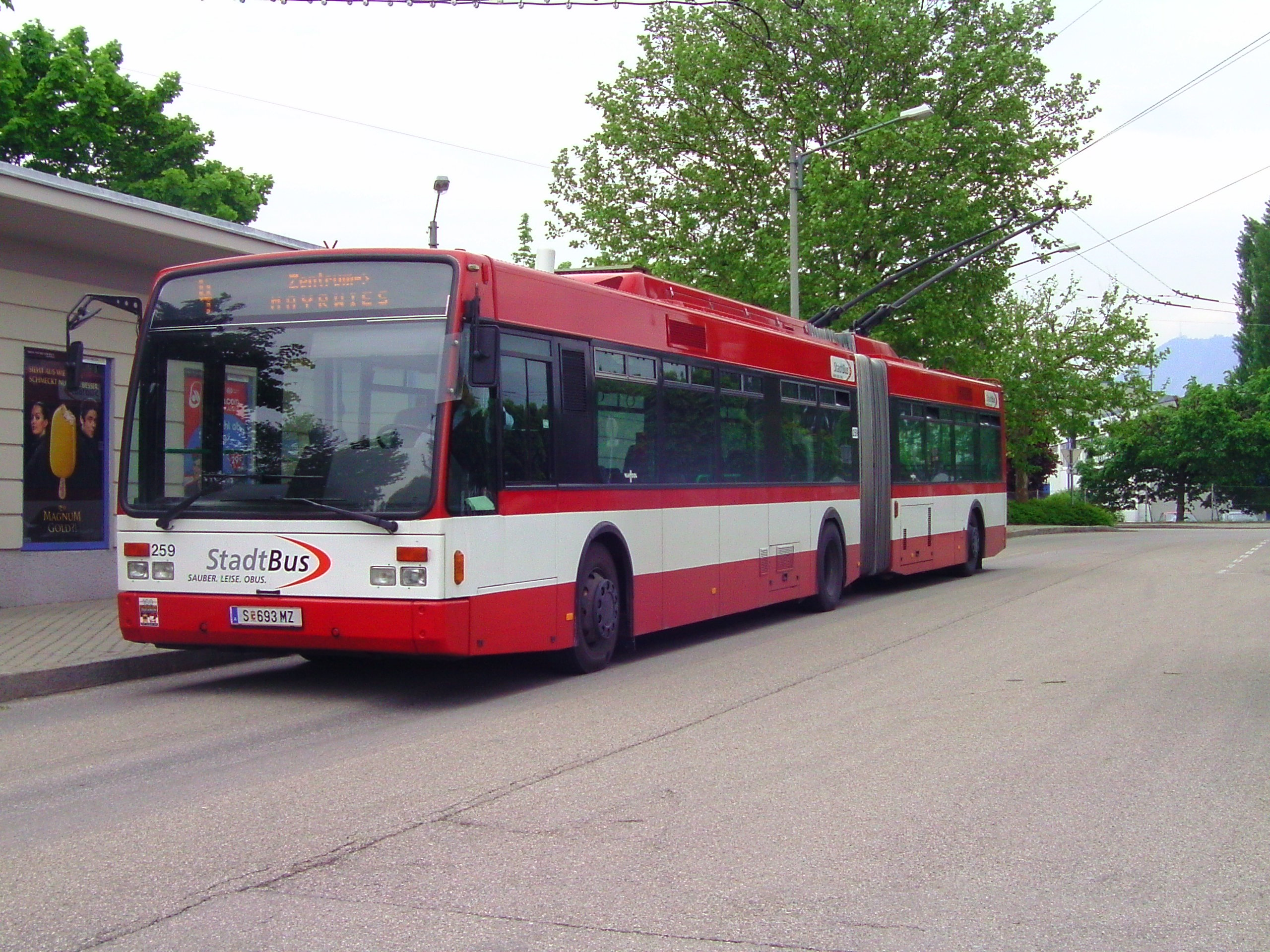
Ein Oberleitungsbus der Salzburg AG in Liefering

Im Öffentlichen Personennahverkehr übernahm die Salzburg AG vom Vorgängerunternehmen die Bahnstrecke Salzburg–Lamprechtshausen, die Bahnstrecke Bürmoos–Ostermiething, die Standseilbahn auf die Festung Hohensalzburg, den Oberleitungsbus Salzburg (zwölf Linien), den 1890 eröffneten Mönchsbergaufzug sowie den kommunalen Omnibusverkehr. Damit ist sie größter Betreiber des öffentlichen Personennahverkehrs in der Landeshauptstadt. Alle Verkehrsmittel der Salzburg AG sind in den Salzburger Verkehrsverbund (SVV) integriert. Mit den Strecken nach Lamprechtshausen (S1) und Bürmoos (S11) betreibt die Salzburg AG auch zwei von fünf Linien der S-Bahn Salzburg.
Der Schienenverkehr der Salzburg AG wird seit deren Gründung im Jahr 2000 unter der traditionsreichen Bezeichnung Salzburger Lokalbahn (SLB) vermarktet. Der Oberleitungsbus- und Autobusverkehr tritt hingegen unter der Marketingbezeichnung Obus Salzburg auf.
Im Zuge einer Neustrukturierung des städtischen Omnibusverkehrs in Salzburg übernahm die Salzburg AG im Jahr 2005 49 Prozent des privaten Autobusunternehmens Albus Salzburg Verkehrsbetrieb. Im Gegenzug wurden die letzten beiden Autobuslinien der Salzburg AG, die Linien 15 und 27, samt allen damals im Bestand befindlichen Autobussen an Albus abgegeben, um Synergiepotenziale ausnützen zu können. Seitdem ist die Salzburg AG eine der wenigen Verkehrsunternehmen weltweit, die zwar Oberleitungsbusse, aber keine Autobusse betreiben.
Im März 2006 übernahm die Salzburg AG außerdem den Betrieb der Schafbergbahn sowie die Wolfgangseeschifffahrt von den Österreichischen Bundesbahnen (ÖBB) und brachte diese in die neu gegründete Salzkammergutbahn GmbH ein. Im Juli 2008 übernahm die Salzburg AG zusätzlich den Betrieb auf der vom Land Salzburg erworbenen schmalspurigen Pinzgauer Lokalbahn; sie gehörte ursprünglich ebenfalls zur ÖBB.
Seit 2009 ist die Salzburg AG mit der Länderbahn an einem Konsortium namens Berchtesgadener Land Bahn (BLB) beteiligt, das von Dezember 2009 bis Dezember 2021 die S-Bahn-Linie S 4 auf den vollständig in Deutschland gelegenen Bahnstrecken Freilassing–Bad Reichenhall und Bad Reichenhall–Berchtesgaden betrieb. Diese Kooperation ist das Ergebnis einer 2006 erfolgten Ausschreibung, aus der die Bietergemeinschaft als Sieger hervorging.
Zuletzt übernahm die Salzburg AG Mitte Juni 2010 im Salzburger Freilichtmuseum in Großgmain den Betrieb der dort neu entstandenen Museumsfeldbahn Großgmain. 2016 beförderte die Salzburg AG in ihren Verkehrsmitteln zusammengenommen 50,5 Millionen Fahrgäste.
2012 änderten sich die Markenbezeichnungen erneut, die Verkehrssparte firmierte ab diesem Zeitpunkt unter der einheitlichen Dachmarke Salzburger Lokalbahnen, der Obus wurde fortan als ObusSLB bezeichnet. Im Frühjahr 2016 wurde dieses Konzept allerdings erneut geändert und alle Bereiche (Salzburger Lokalbahn (S1, S11), Pinzgauer Lokalbahn, Obus, Wolfgangseeschifffahrt/Schafbergbahn) werden seither unter einer eigenen Bezeichnung immer jeweils mit dem Zusatz Salzburg AG geführt.
Am 12. Dezember 2014 erfolgte die Eröffnung der 2,8 km langen Verlängerung der Lokalbahnstrecke von Trimmelkam nach Ostermiething, die ein Einzugsgebiet von 15.000 Einwohnern aufweist. In der Regel pendelt ein Triebwagen als S11 zwischen Bürmoos und Ostermiething, in der Hauptverkehrszeit sind die Züge nach Salzburg durchgebunden. Die Reisezeit von Ostermiething nach Salzburg Lokalbahnhof beträgt mit einem Umstieg in Bürmoos 49 Minuten, mit den umsteigefreien Expresszügen sind es 48 Minuten.

#### Güterverkehr
Neben dem Güterverkehr auf ihren Stammstrecken nach Lamprechtshausen und Trimmelkam sowie auf der Verbindungsstrecke zwischen Salzburg Hauptbahnhof und Salzburg Itzling war die Salzburg AG von Beginn an auch für die Bedienung der Stieglbahn zuständig, einer nach der Stieglbrauerei benannten Anschlussbahn im Stadtgebiet. Grundlage hierfür war ein aus den Zeiten der Salzburger Eisenbahn- und Tramwaygesellschaft (SETG) stammender Pachtvertrag. Mit Jahreswechsel 2020/2021 beendete die Salzburg AG nach 102 Jahren die Bedienung der Stieglbahn, in Zukunft wird die Bahn durch die Salzburger Eisenbahn Transportlogistik betrieben. Ebenso betreibt die Gesellschaft seit dem 2. Mai 2002 die Halleiner Schleppbahn.
Bald nach seiner Gründung begann das Unternehmen auch außerhalb seiner Stammstrecken in der Region Salzburg zu expandieren. So verkehren die Güterzüge des Unternehmens infolge der Liberalisierung des Schienenverkehrs auch auf dem Netz der Österreichischen Bundesbahnen (ÖBB) sowie der deutschen DB Netz AG. Darüber hinaus kommen sie auch bis ins schweizerische Buchs, ins italienische Tarvis sowie ins slowenische Jesenice.